# President Yo La Tengo
President Yo La Tengo är Yo La Tengos tredje album, släppt 1989. Albumet innehåller endast sju spår och klassas ofta som en EP. Skivan släpptes tillsammans med New Wave Hot Dogs av Matador Records.

## Låtlista
1. "Barnaby, Hardly Working" – 4:35
2. "Drug Test" – 4:06
3. "The Evil That Men Do" [Craig's version] – 2:41
4. "Orange Song" – 3:22
5. "Alyda" – 3:39
6. "The Evil That Men Do" [Pablo's version] – 10:37
7. "I Threw It All Away" – 2:17